# Unicorn (Schiff, 1943)
HMS Unicorn war ein britisches Reparaturschiff für Bordflugzeuge, das auch als leichter Flugzeugträger eingesetzt werden konnte.
Im Zweiten Weltkrieg nahm das Schiff in dieser Eigenschaft ein halbes Jahr nach seiner Indienststellung an der Landung der alliierten Truppen in Salerno teil, wo sie mit vier Geleitträgern der Bogue-Klasse in der ersten Phase den alliierten Jagdschutz über dem Landungsraum stellte.
Die Unicorn diente anschließend bei der Eastern Fleet im Indischen Ozean und wechselte 1945 als Reparatur- und Versorgungsschiff zur neugebildeten British Pacific Fleet. Für die Einsätze im Zweiten Weltkrieg wurde das Schiff mit den Battle Honours Salerno 1943 und Okinawa 1945 ausgezeichnet.
In der Nachkriegszeit erhielt die ab 1949 wieder im Fernen Osten als Reparatur- und Versorgungsschiff eingesetzte Unicorn noch die Battle Honour Korea 1950–1953.
Ideen zur weiteren Nutzung des Schiffes wurden dann aber verworfen und das Schiff ab Juni 1959 abgebrochen.

## Geschichte
Die Idee zum Bau der Unicorn entstand während der Abessinienkrise, als ein Tender für Flugzeugträger für die Bildung einer vorgeschobenen Einsatzbasis für die Flottenträger wünschenswert erschien. Der neue Schiffstyp sollte an den Einsatzmaschinen umfangreichere Reparatur- und Wartungsarbeiten durchführen können, als sie auf einem Flottenträger möglich waren. Dazu sollten auch die Bordflugzeuge der übrigen Marineeinheiten ggf. an Bord gewartet werden. Die Transport- und Reparatur-Hangar des neuartigen Schiffes erhielt daher eine Höhe und die Aufzüge eine Größe, die die Arbeit an jedem bei Bestellung eingeführten Flugzeugtyp der Flottenluftwaffe ermöglichte. Darüber hinaus verlangte der zuständige Controller der Navy ein Flugdeck, auf dem alle Einsatzflugzeuge starten und landen konnten. So sollten reparierte und Ersatz-Flugzeuge schnell zu einem Träger zurückkehren oder ihn wieder verstärken können. Auch sollten ggf. Einsatzflugzeuge eines beschädigten Trägers eine weitere Landemöglichkeit erhalten.
Um diesen Anforderungen zu genügen, konstruierte die Admiralität ein Schiff mit einem durchgehenden Flugdeck von 600 Fuß (ft) (188,8 m) bei einer Gesamtlänge von 640 ft über alles (195 m). Der im April 1939 bei Harland & Wolff in Belfast bestellte Neubau erhielt eine Breite von 90,25 ft (27,5 m) und einen Tiefgang bei voller Last von 23 ft (7 m).
Der noch vor dem Krieg begonnene Neubau lief am 20. November 1941 vom Stapel und wurde am 12. März 1943 an die Royal Navy abgeliefert. Das Schiff war mit 16.510 ts etwas schwerer als ursprünglich mit 14.750 ts geplant. In den Aufbauten auf der Steuerbordseite, der sogenannten Insel, befanden sich die Kommandozentrale und der Schornstein.
Der Antrieb erfolgte über zwei Turbinensätze von Parsons Marine Steam Turbine Company, die bis zu 40.000 PS Gesamtleistung erbringen konnten. Der Dampf für die Turbinen wurde mit vier Admiralty-Dreitrommel-Kesseln erzeugt und sie gaben ihre Leistung über zwei Wellen an 15 ft große Propeller ab. Diese Maschinenanlage gab dem Schiff eine Höchstgeschwindigkeit von 22 Knoten (kn). Bei einem Treibölvorrat von 3000 tnl hatte das Schiff eine Reichweite von 7000 sm bei einer Marschgeschwindigkeit von 13,5 kn.
Damit auf dem 600 ft langen Flugdeck Maschinen starten und landen konnten, waren Bremsseile vorhanden und für die Amphibienbordflugzeuge stand ein Katapult für Maschinen bis 14.000 lb (6350 kg) zur Verfügung, der sie auf 122 km/h beschleunigte. Die beiden übereinanderliegenden Hangars des Schiffes hatten eine Höhe von je 16,5 ft (5 m). Zwischen den beiden Hangars und auf das Flugdeck wurden die Maschinen mit zwei Aufzügen transportiert, von denen der vordere 33 ft × 45 ft (10 m × 13,7 m) und der hintere 24 ft × 46 ft (7,3 m × 14 m) groß waren. Das Schiff konnte als Einsatzträger bis zu 36 Maschinen an Bord nehmen.
Für den Einsatz konnten bis zu 166.000 Liter Treibstoff an Bord genommen werden. Die Besatzung bestand während des Krieges als Einsatzträger aus bis zu 1200 Mann.
Eine weitere Besonderheit des Schiffes war, dass es einen selbstfahrenden Leichter mitführte, um nicht flugfähige Maschinen zwischen Schiffen oder Hafenanlagen zu transportieren. Der Leichter wurde unter dem hinteren Ende des Flugdecks transportiert und konnte auf die Ebene des oberen Hangardecks exakt abgelassen werden, so dass Flugzeuge in ihn gerollt werden konnten.
Bewaffnet wurde die Unicorn mit vier 4-Zoll-(102-mm)-L/45-Mk XVI-Zwillings-Geschützen. Diese waren zur Luftabwehr, aber auch als Seezielgeschütze geeignet, da sie einen Höhenrichtbereich von −10° bis +80° hatten. Sie konnten in der Minute bis zu zwölf Granaten feuern und hatten eine Reichweite von bis zu 18.150 m gegen Seeziele und bis zu 11.888 m gegen Luftziele. Allerdings war die Effektivität der Geschütze nur bis zu einer geringeren Höhe gegeben.
Dazu erhielt das Schiff noch vier 2pdr-(40-mm)-Flak-Vierlinge („pom-pom“), die identische Höhenrichtbereiche hatten. Diese Geschütze hatten eine Reichweite von bis zu 3475 m und konnten bis zu 100 Granaten pro Minute abfeuern. Die 40-mm-Vierlinge und die 102-mm-Zwillingsgeschütze waren radargesteuert.
Für die Verteidigung im Nahbereich standen noch zwei Zwillings- und acht einzelne 20-mm-Oerlikon-Maschinenkanonen zur Verfügung. Bei einer Reichweite von bis zu 4390 m verschossen diese Geschütze bis zu 480 Geschosse pro Minute.
Als der Neubau 1941 in Belfast vom Stapel lief, war er das sechste Schiff der Royal Navy, das den Namen Unicorn erhielt. Die fünfte Unicorn, eine über 100 Jahre alte Segelfregatte, war noch als Trainingsschiff in Dundee vorhanden. Um Namensverwechslungen zu vermeiden, wurde diese schon im Februar 1939 in Unicorn II und dann am 20. November 1941 in HMS Cressy umbenannt. Nach dem Abbruch der neuen Unicorn erhielt die noch heute als Museumsschiff erhaltene Fregatte ihren alten Namen am 14. Juli 1959 zurück.

## Einsätze derUnicorn
Die Fertigstellung der Unicorn verzögerte sich in den beiden ersten Baujahren mehrfach durch Aufträge von höherer Priorität. 1942 entschied sich die Admiralität, die Fertigstellung durch den Verzicht auf Teile der Lager- und Reparaturfähigkeiten zu beschleunigen.
Am 12. März 1943 kam das Schiff in den Dienst der Royal Navy. Am 24. März übernahm die Unicorn dann drei Trägerstaffeln: die Staffeln 818 und 824 mit neun bzw. sechs Swordfish-II-Torpedobombern sowie die Staffel 800 mit zehn Sea-Hurricane-IIC-Jägern, die am 19. April 1943 durch die Staffel 887 mit neun Seafire IIC ersetzt wurde.
Im Mai sicherte die Unicorn den Geleitzug MKF 15 nach Gibraltar und transportierte dabei Bristol Beaufighter der Royal Air Force als Fracht, die dann in Gibraltar montiert wurden. Mit einem Geleitzug in Gegenrichtung kehrte die Unicorn Anfang Juni wieder zum Clyde zurück, um dann am 27. Juli zusammen mit dem Träger Illustrious einen Vorstoß gegen die norwegische Küste durchzuführen, der von der geplanten Landung der Alliierten in Sizilien ablenken sollte. Die beiden Swordfish-Staffeln hatten je neun Maschinen an Bord. Dazu kamen am 26. Juli zwölf Martlett IV der Staffel 881, die schon Anfang des Monats an einem Vorstoß gegen Norwegen auf der Furious beteiligt gewesen waren. Die Martlett (oder Wildcats) ersetzten die Seafires der Staffel 887 nur für diesen Einsatz.

### Einsatz als Träger vor Salerno

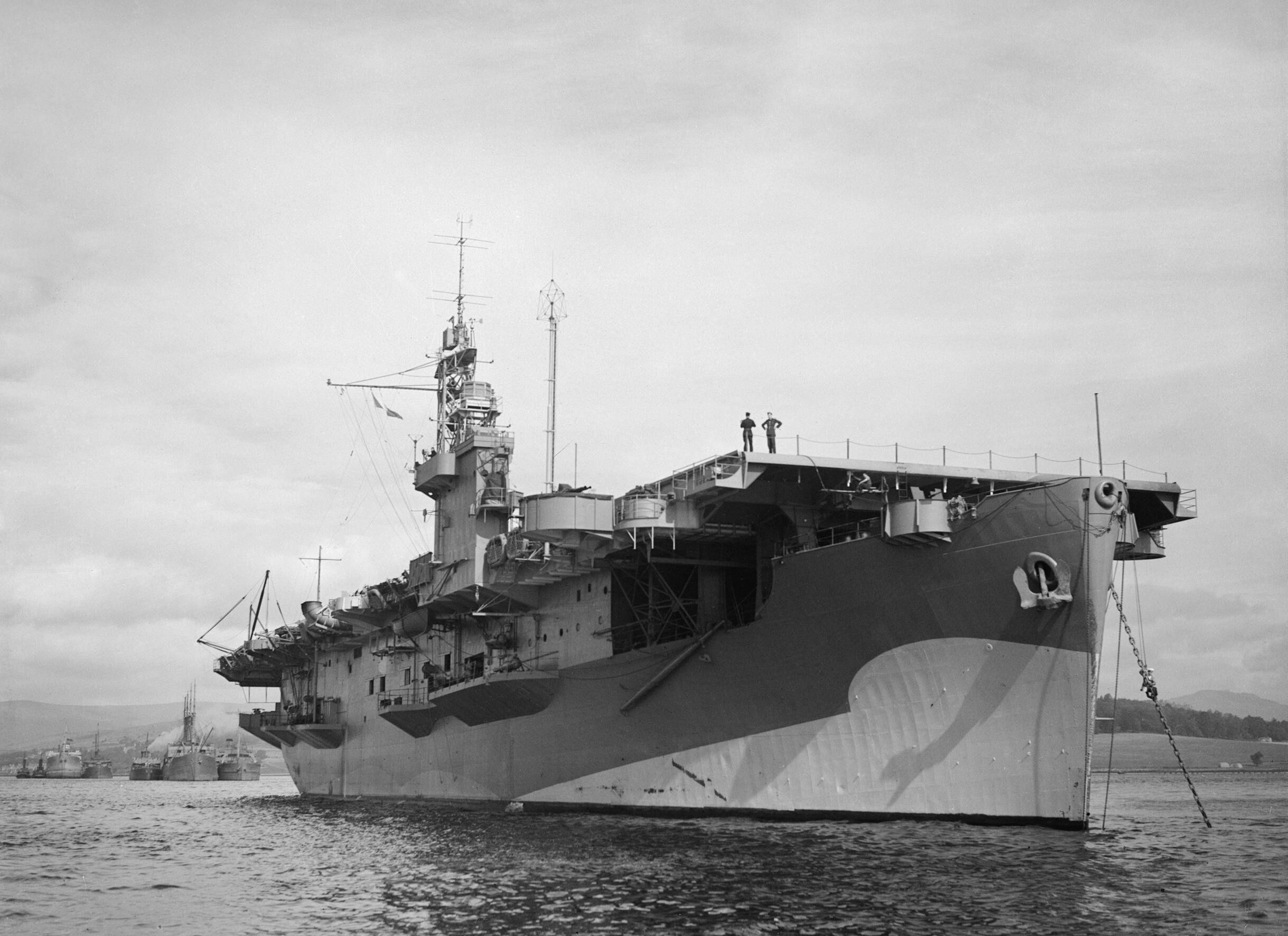
Geleitträger Attacker, der mit drei Schwesterschiffen und der Unicorn den Luftraum über dem Landungsraum sichern sollte

Die Unicorn wurde dann der Force V zugeteilt, einer britischen Trägerkampfgruppe unter dem Kommando von Admiral Philip Vian, welche die Luftabwehr über dem Landungsraum bei der ersten alliierten Landung auf dem italienischen Festland stellen sollte. Für diesen Einsatz blieb die Swordfish-Staffel 824 in Großbritannien und von der Staffel 818 blieben nach Gibraltar nur noch drei Swordfish an Bord als Eigenschutz gegen U-Boote. Neu an Bord kamen mit den Staffeln 897 am 4. und 809 am 7. August 20 weitere Seafires zu denen der Staffel 887. Neben der Unicorn gehörten zu der in Gibraltar zusammengetretenen Force V/Task Force 88 noch vier Geleitflugzeugträger der Bogue-Klasse mit Attacker, Battler, Stalker und Hunter, die Flakkreuzer Euryalus, Charybdis und Scylla sowie neun Hunt-Zerstörer, darunter die polnischen Slazak und Krakowiak. Unicorn und die Geleitträger sollten mit ihren Seafires die Lufthoheit über dem Landungsraum sicherstellen und ggf. den Landungstruppen Aufklärung und Luftunterstützung geben. Bei der Planung der Operation Avalanche, der ersten Landung alliierter Streitkräfte auf dem italienischen Festland nahe Salerno, wurde nur der Landungstag als Einsatztag der Trägergruppe eingeplant, da man erwartete, sofort einen Landflugplatz im Landungsraum zu gewinnen.
Da alle fünf Träger der „Force V“ über wenig Einsatzerfahrung verfügten, wurde der Marsch des Verbandes von Gibraltar über Malta zum Landungsraum für intensives Training genutzt, wo am 9. September 1943 die Landung begann.
Die Einsatzleitung der Jagdmaschinen erfolgte von dem Jägerleitschiff Ulster Queen, einer umgebauten Fähre. Unicorns 30 Seafires flogen am ersten Tag 75 Einsätze, am 10. noch 60, am 11. noch 44 und am 12. nur noch 18, obwohl es den Mechanikern des Schiffes in der Nacht gelungen war, zehn beschädigte Maschinen zu reparieren.
Ursache der Schwächung der Jäger war nicht die angreifende Luftwaffe, sondern die mangelnde Eignung der Seafire für den Einsatz unter den herrschenden Bedingungen. Der Typ war wenig geeignet für Trägerlandungen bei den vorhandenen geringen Windgeschwindigkeiten, so dass es zu einer hohen Zahl von Landeunfällen kam. Die Unicorn hatte gegenüber den Geleitträgern noch den Vorteil eines größeren Flugdecks und einer höheren Eigengeschwindigkeit.
Ab dem 12. September verbesserte sich die Lage, als in Paestum ein Landflugplatz zur Verfügung stand, von dem sechs Maschinen der Staffel 887 neben Maschinen der Geleitträger eingesetzt wurden.
Dazu gaben die Flottenträger Illustrious und Formidable, die eigentlich den Landungsraum gegen erwartete Angriffe der italienischen Flotte sichern sollten, ab dem 11. zeitweise Seafires und Martletts ihre Jagdstaffeln 885, 888, 893 und 894 an die Unicorn ab, um die Lufthoheit über dem Landungsraum zu sichern. Angriffe der italienischen Flotte waren wegen der Kapitulation der Italiener nicht mehr zu erwarten.
Am 20. September 1943 trat die Unicorn den Rückmarsch in die Heimat an. Neben ihren eigenen Maschinen hatte sie noch jeden zur Verfügung stehenden Platz für weitere beschädigte Seafires genutzt, die in Glasgow entladen wurden, um repariert zu werden. Das Schiff selbst wurde nach dieser ersten Einsatzphase überholt und sollte in der Zukunft mehr als Reparatur- und Unterstützungsschiff dienen. Die von der Unicorn eingesetzten Jägerstaffeln wurden für den Einsatz von anderen Trägern vorgesehen.

### Einsatz bei der Eastern Fleet

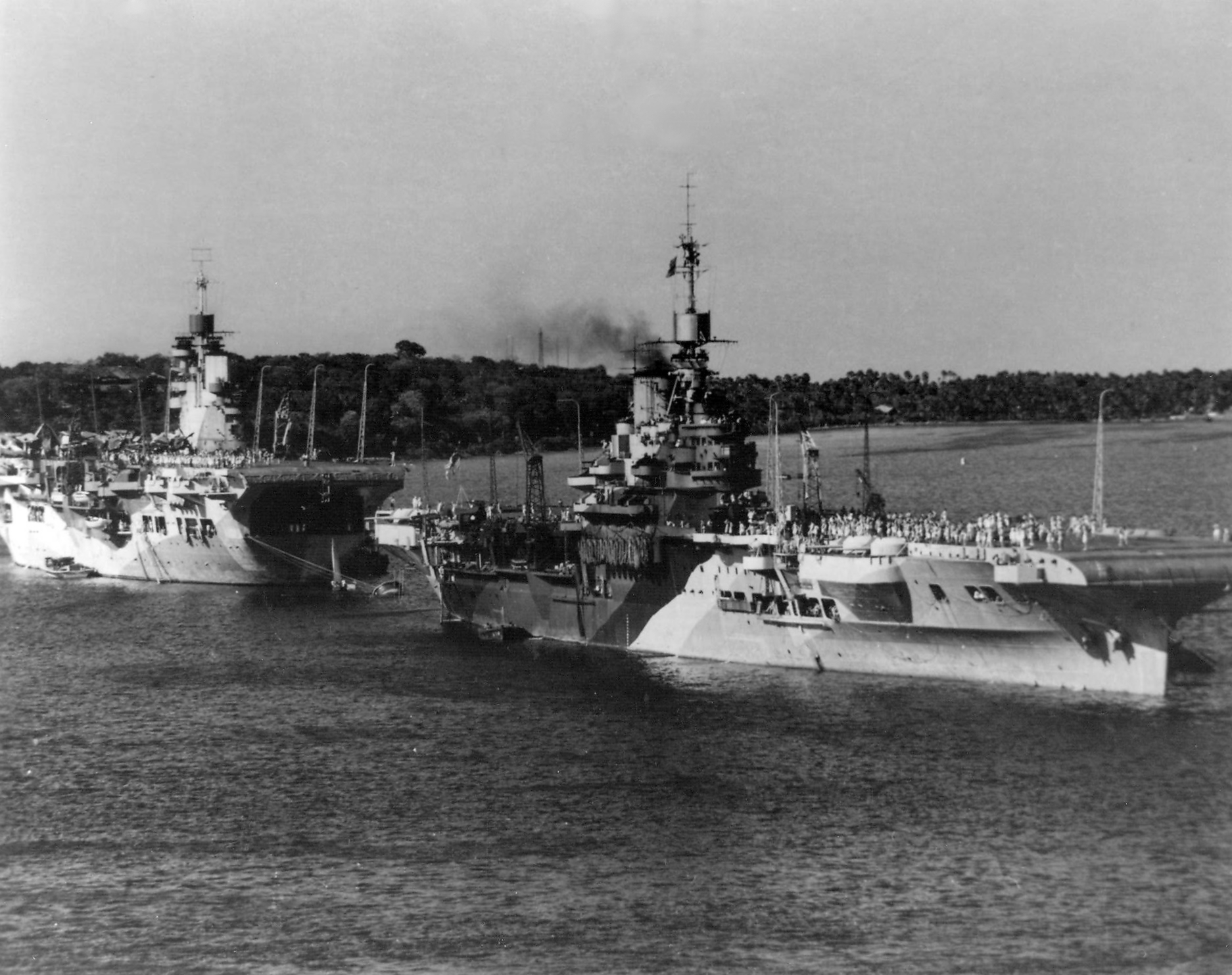
Unicorn links von der Illustrious in Trincomalee, 1944

Am 30. Dezember 1943 lief die Unicorn zusammen mit dem Träger Illustrious, dem Schlachtkreuzer Renown sowie den Schlachtschiffen Queen Elizabeth und Valiant und weiteren Verstärkungen den Marsch zur Eastern Fleet über Alexandria (12. Januar 1944) nach Ceylon an, wo die Schiffe ab dem 30. Januar 1944 eintrafen.
Die Unicorn hatte auf dem Verlegungsmarsch nur vier Swordfish der Staffel 818 an Bord. Während des Marsches im Indischen Ozean waren zusätzlich zu Trainingszwecken vom 5. bis zum 24. Januar acht Barracuda II der Staffel 847 von der Illustrious an Bord. Dazu hatte das Schiff eine Ladung verpackter Flugzeuge für den Stützpunkt der Fleet Air Arm in Cochin, Indien, an Bord, die am 27. Januar 1944 entladen wurde, ehe auch die Unicorn am 2. Februar in Trincomalee, Ceylon, eintraf.
In der Folgezeit reparierte und wartete man an Bord des Schiffes Einsatzflugzeuge der Träger. Das Schiff stand aber auch zu Landeübungen zur Verfügung. So Ende April/ Anfang Mai 1944, als vom Stützpunkt Katukurunda auf Ceylon die Schulstaffel 756 mit Barracudas auf ihr Decklandungen mit Umschulungs- und Wiederaufrischungsschülern durchführte und auch die Einsatzstaffeln 832 und 851 mit ihren Avengern und Wildcats Deckslandungen übten. In der ersten Hälfte des Juni fanden dann derartigen Übungen mit den Corsair-Staffeln 1837 und 1838 sowie der Hellcat-Staffel 1844 statt, die von anderen Stützpunkten auf Ceylon den Träger anflogen.
Am 23. August 1944 verließen die letzten Swordfish der Staffel 818 die Unicorn. Als das Schiff im November 1944 nach Durban, Südafrika, zu einer Überholung verlegte, kam am 7. die Staffel 817 mit zwölf Fairey Barracuda II an Bord, um die Unicorn vor U-Booten zu sichern. Bei der Überholung erhielt das Schiff zusätzliche Werkstätten und Ausrüstung für den Umgang mit amerikanischen Flugzeugen und Motoren, die mit von britischen Normen abweichenden Schrauben und elektrischen Anschlüssen versehen waren.

### Einsatz bei der British Pacific Fleet

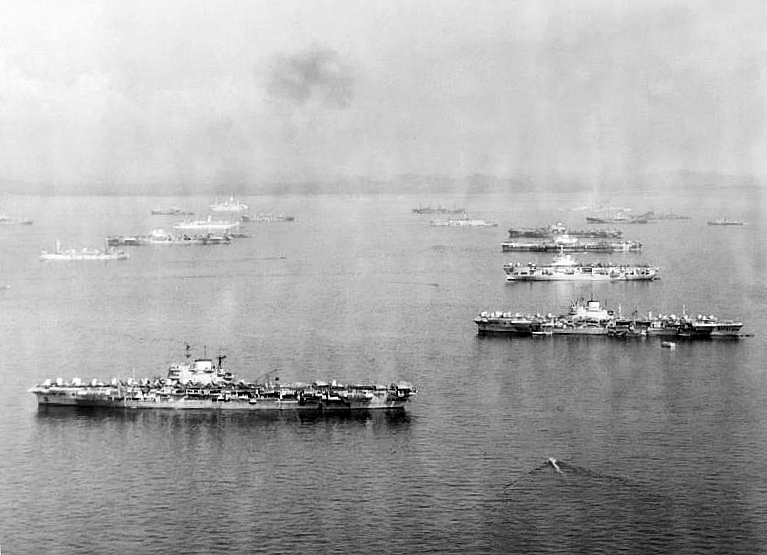
Unicorn in der Mitte zwischen vier britischen Flottenträgern 1945

Noch vor dem Jahreswechsel wurde die Unicorn zur neu gebildeten British Pacific Fleet (BPF) versetzt. Das Schiff verließ Durban am 1. Januar 1945 wieder mit den Barracudas der Staffel 817 an Bord, die am 13. Januar 1945 nach Sulur in Indien abgegeben wurden. Das Schiff lud in Colombo 82 verpackte Flugzeuge und 120 Flugmotoren aus den Vorräten der Eastern Fleet und lief am 29. Januar weiter nach Sydney, wo die Flugzeuge der Ladung ab dem 12. Februar an Land gegeben wurden. Am 28. Februar lief die Unicorn nach Manus, in den Admiralitätsinseln aus, um das Training der BPF vor der Operation Iceberg zu unterstützen. Ab dem 27. März diente das Schiff in der San Pedro Bay, Philippinen, als Zwischenstation zur Unterstützung der BPF während der Operation Iceberg.

Die BPF griff vor und in der Anfangsphase der Landung auf Okinawa japanische Flugplätze auf den Sakishima-Inseln und Formosa an. Unicorns Hauptaufgabe in dieser Phase war die Vorbereitung neuer Maschinen für die Einsatzträger.
Obwohl nicht vorgesehen, reparierte, modifizierte und wartete man an Bord auch 105 Maschinen von März bis Mai 1945. Vom 22. Mai bis zum 1. Juni 1945 lief das Schiff zurück nach Sydney und dann nach Brisbane, um den Rumpf von Bewuchs zu befreien und neue Ersatzmaschinen an Bord zu nehmen. Am 22. Juli erreichte die Unicorn wieder den Stützpunkt Manus zur Vorbereitung von Angriffen auf die japanischen Inseln.
Als Japan am 15. August kapitulierte, war die Unicorn noch in Manus. Sie brachte in der Folgezeit Flugzeuge, Ausrüstung und Männer zurück nach Australien. Ab dem 6. November wurde das Schiff in Sydney für die Heimreise ausgerüstet, die im Dezember begann. Am 16. Januar 1946 erreichte die Unicorn Plymouth, wo sie außer Dienst gestellt und der Reserve zugewiesen wurde.

### Nachkriegseinsatz
Die Unicorn wurde 1949 wieder in Dienst genommen, um dem im Fernen Osten eingesetzten Leichten Träger Triumph Material zu liefern. Am 22. September lief sie mit einer Ladung Seafires und Fireflies aus Devonport in den Fernen Osten aus. Als der Korea-Krieg im Juni 1950 ausbrach, entlud das Schiff in Sembawang, dem britischen Stützpunkt auf Singapur, ihre Flugzeuge und Ausrüstung und gab ihr Wartungspersonal an den Stützpunkt ab, um in die Heimat (und die Reserve) zurückzukehren.

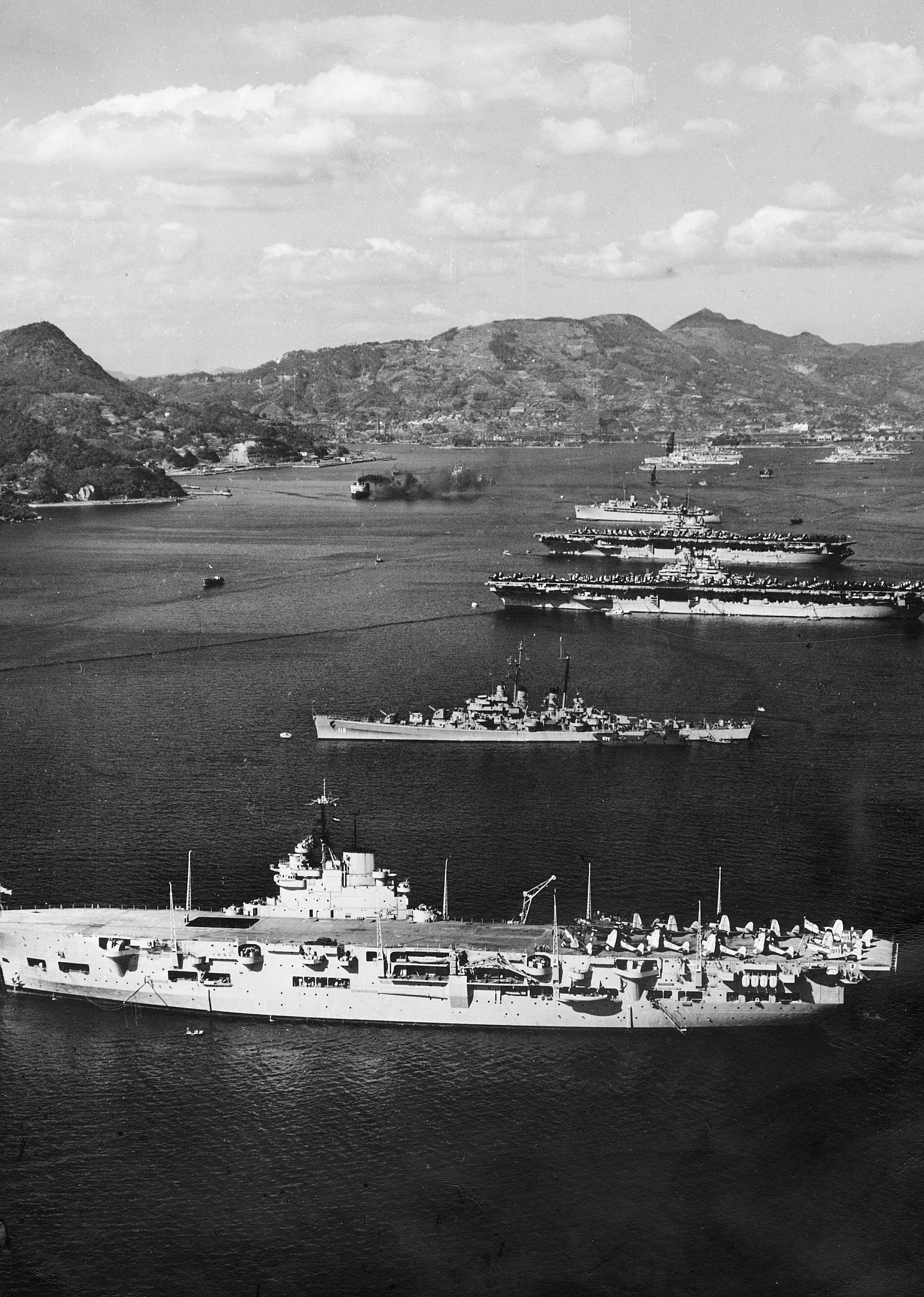
HMS Unicorn mit Schiffen der U.S. Navy vor Sasebo, 1950

Die britische Admiralität befahl die weitere Nutzung des Schiffes als Versorgungsträger, der Ersatzflugzeuge und Versorgungsgüter für die Einheiten der Royal Navy und die Commonwealth-Einheiten in den koreanischen Gewässern versorgen sollte. Unicorn lief am 11. Juli 1950 aus Singapur aus und erreichte Sasebo am 20. Juli mit sieben Seafires und fünf Fireflies für die Triumph. Im August transportierte das Schiff Armee-Einheiten von Hongkong nach Pusan. Weitere Versorgungsgüter wurden nach Sasebo geliefert, bevor das Schiff nach Singapur zurückkehrte, um für weitere Einsätze überholt zu werden.
Im Dezember 1950 nahm die Unicorn ihren Dienst wieder auf. Sie brachte 400 weitere Soldaten neben Ersatzflugzeugen, Vorräten und Ausrüstung nach Korea. Während der Fahrt nutzten neue Piloten für den Einsatzträger das Flugdeck der Unicorn zum Training.
Im März 1951 transportierte der Träger Gloster Meteor F.8 zur Umrüstung der mit Mustangs in Korea eingesetzten No. 77 Squadron RAAF nach Iwakuni in Japan, wo die Unicorn drei Monate als Wohnschiff verblieb.
Im Sommer nahm die Unicorn ihre Aufgabe als Transporter zwischen Singapur und dem Einsatzgebiet wieder auf. Im November tauschte sie mit der als Transportträger zwischen Europa und Fernost eingesetzten Warrior in Singapur weitgehend die Besatzung und wurde anschließend überholt, um Ende Januar 1952 ihre Transport- und Versorgungsaufgaben für die Einsatzträger vor Korea wieder aufzunehmen.

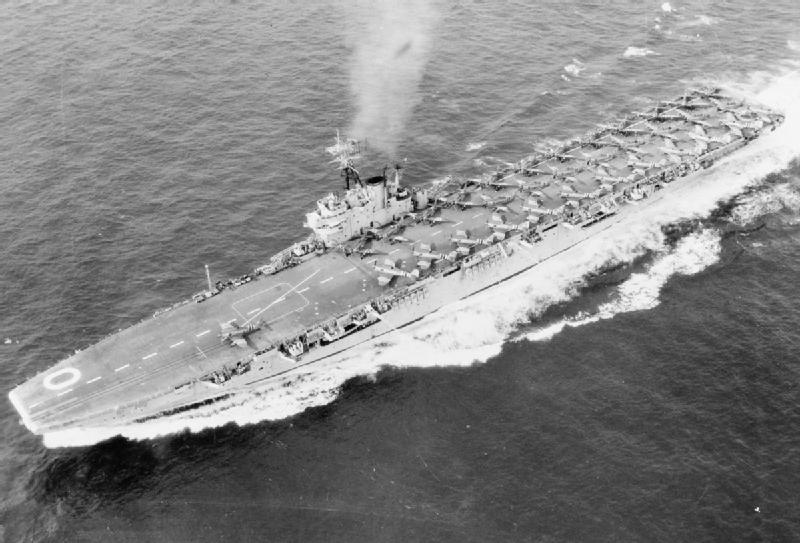
Ocean vor Korea

Als im Juli Ocean vor Korea eingesetzt wurde, diente die Unicorn als Landeplatz für beschädigte Maschinen, um die Einsatzoperationen nicht zu unterbrechen. Am 27. Juli war sie dann wieder in Singapur um Ersatzmaschinen zu laden. Als sie am 9. August wieder nach Japan auslief, hatte sie auch Meteors für die RAAF-Einsatzstaffel an Bord. Im September übernahm Unicorn die Luftsicherung der Flotte mit vier von der Ocean geliehenen Hawker-Sea-Fury-Jagdflugzeugen, während die Ocean Angriffe in Korea durchführte. Am 15. Dezember 1952 endete diese Einsatzperiode in Singapur für eine erneute Überholung des Schiffes.
Am 17. Juli 1953 lief die Unicorn wieder nach Japan zur Unterstützung der vor Korea eingesetzten Einheiten aus. Auf dem Weg nach Japan empfing sie am 26. Juli Notsignale des Frachters Inchkilda, der von Piraten angegriffen wurde. Die Unicorn lief mit hoher Fahrt zur Position des Frachters und zwang die Piraten, ihre Beute zurückzulassen.
Am 27. Juli 1953 trat der koreanische Waffenstillstand in Kraft. Unicorn begleitete aber die Ocean noch auf zwei Kontrollfahrten am 30. Juli und vom 25. bis zum 29. August, um die Einhaltung der Waffenstillstandsbedingungen zu überprüfen. Am 15. Oktober begann sie dann ihre Heimreise und erreichte Devonport am 17. November 1953. Dort wurde Unicorn der Reserve zugewiesen.
Am außer Dienst gestellten Schiff wurden noch einige Instandsetzungsarbeiten durchgeführt, aber eine neue Verwendung wurde nicht gefunden bzw. eine Umrüstung wäre unverhältnismäßig teuer geworden. So wurde die Unicorn 1959 zum Abbruch verkauft, der im Sommer 1960 in Dalmuir begonnen wurde.